# Swedish Match

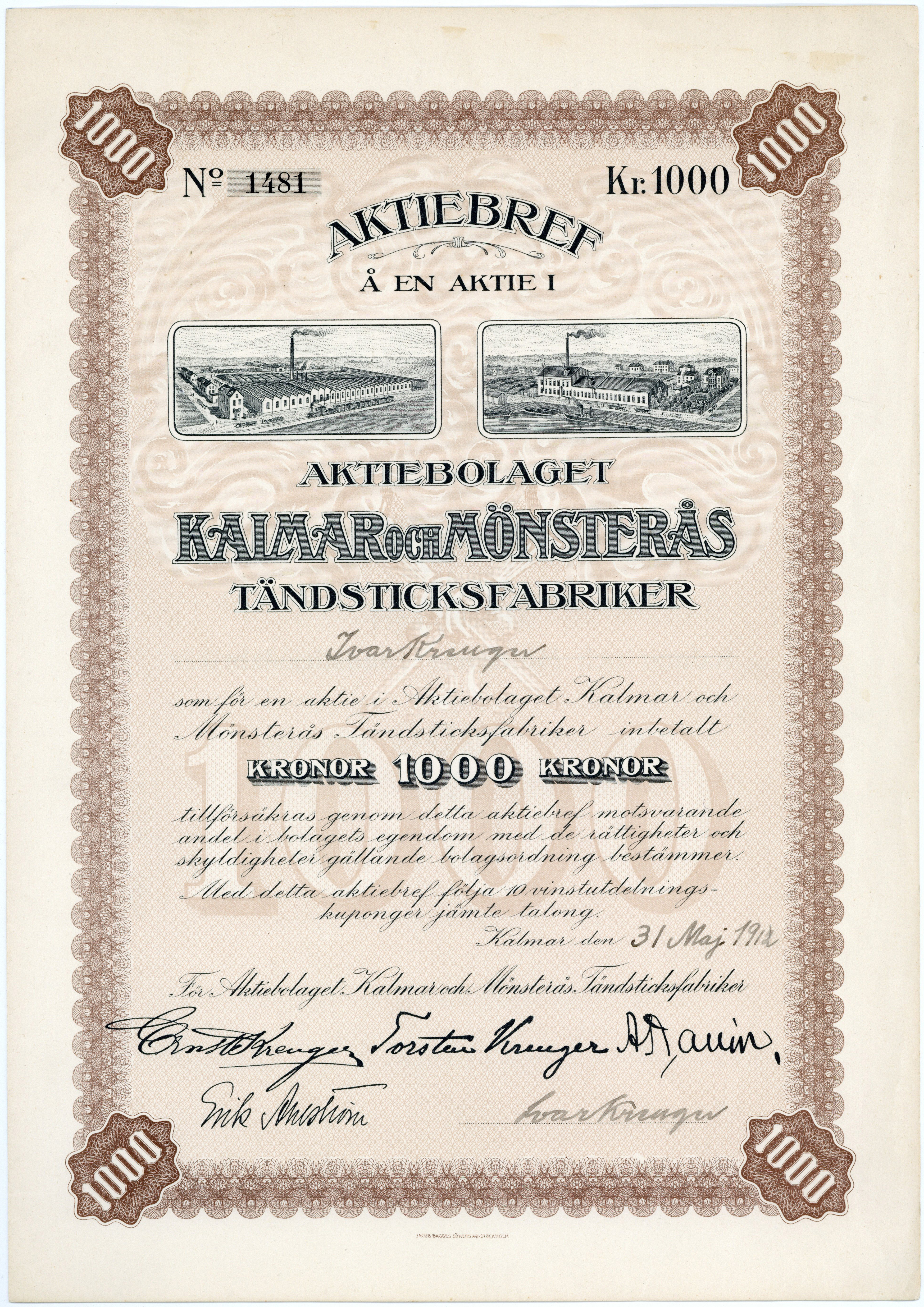
Gründeraktie der Aktiebolaget Kalmar och Mönsteras Tändsticksfabriker über 1000 Kronen, ausgegeben am 31. Mai 1912, von Ivar Kreuger auf sich selbst ausgestellt und im Original als Vorstandsmitglied unterschrieben. 1913 wurde dieses Unternehmen Teil der Aktiebolaget Förenade Tändsticksfabriker mit insgesamt 12 Fabriken und Ivar Kreuger als Geschäftsführer. 1917 aufgegangen in der Svenska Tändsticksaktiebolaget (STAB).

Swedish Match AB ist ein Industriekonzern aus Stockholm mit Ausrichtung auf Tabak- und Streichholz-Produktion. Die Aktiengesellschaft hat ihren Ursprung in der „Svenska Tändsticks AB“ (Schwedische Streichholz AG), kurz STAB, die im Jahr 1917 vom späteren „Zündholzkönig“ Ivar Kreuger gegründet wurde. Den heutigen Namen erhielt das Unternehmen 1980. Seit 1992 gehört auch die 1915 gegründete „Svenska Tobaks AB“ (Schwedische Tabak-Aktiengesellschaft) zum Konzern.
Swedish Match hat eine Vielzahl an Produkten, die zu den Marktführern gehören. Die Produktpalette konzentriert sich auf Produkte, die im Zusammenhang mit Tabak stehen, wie zum Beispiel Kautabak und Snus, Zigarren und Pfeifentabak sowie Streichhölzer und Feuerzeuge. Die Herstellung findet in 16 Ländern statt und die Produkte werden in über 150 Länder geliefert.
Wichtige Marken der Swedish Match AB im Streichholzsegment sind Swan, Solstickan, Three Stars und Redheads.
Zwischen 1970 und 1996 gehörte dem Unternehmen zudem der Bodenbelagshersteller Tarkett.
Nach der Übernahme von 93 % durch Philip Morris im Jahr 2022 wurden die Aktien vom Markt genommen.